# Edgar Sampson
Edgar Melvin Sampson (New York, 31 oktober 1907 – Englewood, 16 januari 1973) was een Amerikaanse jazz-violist, saxofonist, componist en arrangeur. Hij is de componist van "Stompin' at the Savoy".

## Loopbaan
Sampson begon op de viool toen hij zes was, op de highschool ging hij saxofoon spelen. Hij startte zijn professionele loopbaan in 1924 toen hij een viool-piano-duo vormde met Joe Colman. Hierna speelde hij bij verschillende orkesten: bij Duke Ellington, Rex Stewart en Fletcher Henderson. In 1933 werd hij lid van de band van Chick Webb, waar hij tot 1936 actief was. In die jaren componeerde hij onder meer "Stompin' at the Savoy" en "Don't Be That Way". Dankzij zijn opgebouwde reputatie als componist en arrangeur had hij niet veel moeite daarna aan de slag te gaan, hij werkte als freelancer bij Benny Goodman, Artie Shaw, Red Norvo, Teddy Hill, Teddy Wilson en, opnieuw, Webb. Eind jaren veertig had hij enige tijd een eigen band. Ook begon hij als arrangeur te werken voor Latijns-Amerikaanse musici zoals Tito Puente en Tito Rodrigues. In 1956 nam hij zijn enige album onder eigen naam op, "Swing Softly Sweet Sampson". Eind jaren zestig stopte hij om gezondheidsredenen met werken.

## Discografie
als leiderSavoy Stomp (duo-plaat: Sampson's "Swing Softly Sweet Sampson" en Billy May die Jimmie Lunceford speelt, 1957), Montpellier, 2008
met Duke EllingtonDuke Steps Out, ASV/Living Era, 2004
met Chick WebbStrictly Jive, Hep, 1999
Stomping at the Savoy, Fabulous, 2011
met Benny GoodmanBirth of Swing (1935-1936), Bluebird RCA
met Lionel HamptonJivin' the Vibes: Small Band Recordings 1937-1940, Acrobat, 2011
met Teddy WilsonMoments Like This (1938-1939), Hep, 1995
- Biblioteca Nacional de España: XX1056414
- Bibliothèque nationale de France: cb138993642 (data)
- Gemeinsame Normdatei: 135029465
- International Standard Name Identifier: 0000 0000 9455 7643
- Library of Congress Control Number: n95057734
- Nationale Bibliotheek van Letland: 000309012
- MusicBrainz: 79842485-d513-4057-a55f-eb7212752719
- Nationale Bibliotheek van Tsjechië: jo20241244776
- Nationale Bibliotheek van Polen: a0000003512083
- Istituto Centrale per il Catalogo Unico: DDSV004539
- SNAC: w6k653nt
- Trove: 1532787
- Virtual International Authority File: 27253069
- WorldCat: E39PBJx4k7f7RjbGHfVmw33JDq